# Идеална палата
Идеална палата (фр. Palais idéal или фр. Palais idéal du facteur Cheval) је палата коју је својеручно изградио француски поштар Фердинанд Шевал од каменчића и шљунка које је скупљао сваког дана током 33 године.

## Историјат
Фердинанд се 1879.године спотакао о камен који је био изузетно леп и необичан. То га је подстакло да на истом месту потражи и друго лепо камење. На свом уобичајеном путу, док је разносио пошту, почео је свакодневно да обраћа пажњу на камење разних облика и величине. И тада се решио да оствари свој сан и да изгради идеалну палату у малом месту Отривгде је живео, на југу Француске. Уложио је око 65.000 сати рада и на крају изградио архитектонско ремек дело Идеалну палату.
Градња палате је била инспирисана причама из Библије, а у стилу арапске и алжирске архитектуре. Палата се сматра изванредним примером наивне уметности у архитектури.
Палата је 1969. године проглашена културним и историјским спомеником, а 1984. су штампане и француске поштанске марке. Шевал је повезивао каменчиће  кречом, малтером и цементом.

### Шевал и Гауди
Управо у исто време је Гауди почео са градњом Саграде фамилије у Барселони. И он је провео четрдесетак година на овом пројекту, као што је и Шевал провео на свом. Обе ове грађевине изгледају мало као да су живе, а исто и као део крајолика. Оне на неки начин подсећају једна на другу, али тешко да су имале директног утицаја. Фердинанд је пошео пар година раније и зидао је палату по сопственом укусу и мерилима, тако да се на палати нашло места и за елементе хришћанских и хиндуистичких храмова.

## Изглед палате
Започео је изградњу фонтане, додао је једну просторију. После тога је направио египатску гробницу, оријенталну пагоду, египатски храм, три дива који подсећају на оне са Ускршњег острва. Изградио је хинду храм, средњовековни дворац и џамију.  
Спољни зидови дугачки су 24 метара а високи 10 метара. Ту се налазе скулптуре егзотичних животиња и митских створења. Инспирације је добио захваљујући часописима и разгледницама којима је имао приступ као поштар.